# Benedikt Höwedes
Benedikt „Benni“ Höwedes (* 29. Februar 1988 in Haltern) ist ein ehemaliger deutscher Fußballspieler und Fußballfunktionär, der insgesamt 16 Jahre für den FC Schalke 04 spielte und zuletzt von 2018 bis 2020 bei Lokomotive Moskau unter Vertrag stand. 2014 wurde Höwedes mit der Nationalmannschaft in Brasilien Weltmeister. Er gehörte dabei zu den sechs Spielern der deutschen WM-Auswahl, die zuvor 2009 mit der U21 Europameister geworden waren.
Der Defensivmann spielte hauptsächlich in der Innenverteidigung, wurde aber auch als Außenverteidiger eingesetzt. Höwedes galt als sehr kopfball- und zweikampfstarker Verteidiger.

## Herkunft und Schulausbildung
Benedikt Höwedes wuchs mit zwei Geschwistern auf. Sein Vater war als Jugendtrainer und später als Co-Trainer der Landesliga-Mannschaft des TuS Haltern tätig. Parallel zu seiner Profikarriere bestand er 2008 das Abitur.

## Vereinskarriere

### Anfänge
Höwedes begann mit dem Fußballspielen in der Jugend seines Heimatvereins TuS Haltern, bei dem auch Christoph Metzelder und Sérgio Pinto spielten. Von 1994 bis 2000, also knapp sechs Jahre, war er Spieler des Vereins. 2000 ging er zur SG Herten-Langenbochum. Über diese Station kam er 2001 zum FC Schalke 04.

### FC Schalke 04
Auf Schalke wurde er 2005 zum Kapitän der U-19-Mannschaft, mit der er 2006 unter Trainer Norbert Elgert Deutscher A-Jugend-Meister wurde. Am 19. Januar 2007 unterzeichnete er seinen ersten Profivertrag. Bis Oktober 2007 wurde er jedoch nur in der Oberliga-Mannschaft der Knappen eingesetzt.
Seinen ersten Einsatz als Profi hatte er am 3. Oktober 2007 in der Champions League, ohne zuvor in der Bundesliga gespielt zu haben. Gegen Rosenborg Trondheim war er aufgrund einer Verletzung von Christian Pander in die Schalker Startelf gerückt. Drei Tage später gab er gegen den Karlsruher SC sein Bundesligadebüt. Insgesamt kam Höwedes in der Saison 2007/08 auf sechs Einsätze in der Bundesliga und drei in der Champions League.
Sein erstes Bundesligator erzielte er am 8. Spieltag der Saison 2008/09 zum 1:1-Endstand in einem Auswärtsspiel beim Hamburger SV. Im Dezember 2008 verlängerten der FC Schalke 04 und Höwedes ihren Vertrag bis 2014. Am 19. Spieltag gegen Werder Bremen erzielte er das wichtige 1:0-Siegtor. In der Rückrunde der Saison 2008/09 avancierte er zum Stammspieler, meist wurde er in der Innenverteidigung eingesetzt. Aufgrund von Verletzungen anderer Spieler wurde er aber auch hin und wieder auf den Außenverteidigungspositionen aufgestellt.
In der Saison 2009/10 stand er in 33 Spielen auf dem Platz und agierte auch häufiger im defensiven Mittelfeld. In der Spielzeit konnte er ein Tor vorbereiten und selbst drei Tore erzielen. Im DFB-Pokal konnte er ebenfalls drei Tore erzielen, dennoch schied man unglücklich im Halbfinale gegen Bayern München aus dem Wettbewerb aus.
Mit Schalke 04 erreichte er in der Saison 2010/11 nach Siegen gegen den FC Valencia und Titelverteidiger Inter Mailand das Halbfinale der Champions League – er erzielte im Viertelfinalrückspiel gegen Inter Mailand den 2:1-Siegtreffer – und gewann zudem auch den DFB-Pokal – wo er auch ein Tor im Endspiel erzielen konnte. Zuvor bereitete er im Halbfinale gegen Bayern München das entscheidende 1:0 durch Raúl mit dem Kopf vor, sodass die Revanche für die Niederlage vom Vorjahr glückte.

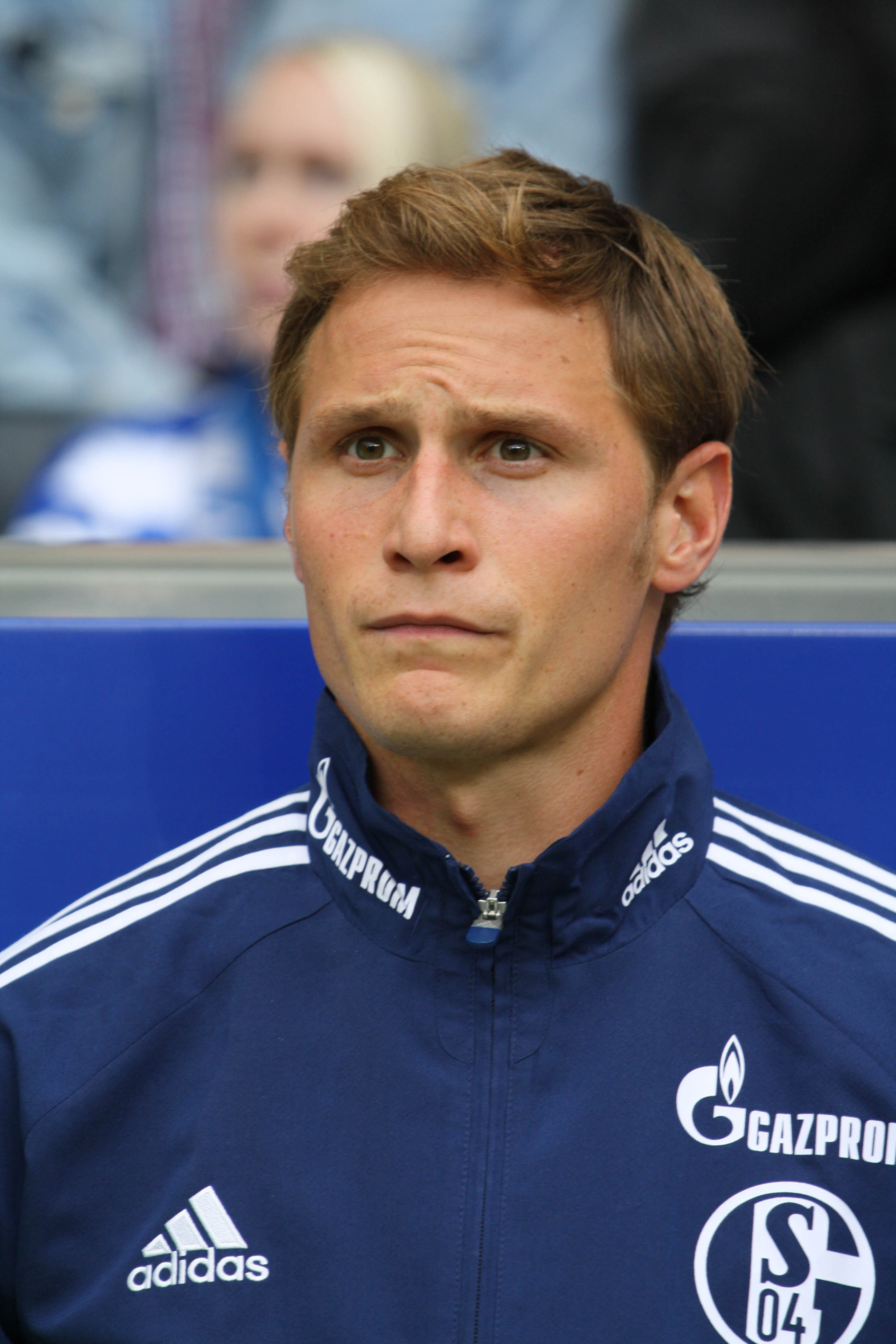
Höwedes im Sommer 2011

In der Saison 2011/12 wurde Höwedes Mannschaftskapitän des FC Schalke 04. Im März 2013 verlängerte er seinen ursprünglich 2014 auslaufenden Vertrag bis zum 30. Juni 2017. Gleich zu Beginn der Saison konnte er als Nachfolger des nach Bayern München gewechselten Manuel Neuer den Supercup entgegennehmen. Durch den DFB-Pokal-Sieg spielte Höwedes erstmals in der 2009 neugegründeten UEFA Europa League; man schied erst im Viertelfinale gegen Athletic Bilbao aus. Höwedes verpasste wegen eines Außenbandrisses am Knie und später eines Muskelbündelrisses sowohl die Achtel- wie auch die Viertelfinalbegegnungen. In der Liga kam er nur auf 22 Einsätze. Dennoch stand er im Kader der deutschen Fußballnationalmannschaft für die EM in Polen und der Ukraine.
In der Saison 2012/13 blieb er in der Liga erstmals torlos, konnte allerdings in der Champions League zweimal treffen, dennoch schied man schon im Achtelfinale aus – genauso wie im DFB-Pokal. Er verpasste in der Liga nur die ersten zwei Spiele. Danach bestritt er alle 32 Partien über die volle Distanz.
Vom Mannschaftserfolg verlief die Fußball-Bundesliga 2013/14 ähnlich wie die im Vorjahr: Man schied sowohl im DFB-Pokal als auch in der Champions League wieder im Achtelfinale aus. Höwedes erlitt in der Rückrunde mehrere Verletzungen, sodass er nur fünf Bundesliga-Partien in der Rückrunde bestreiten konnte. Dennoch schaffte er es in den Kader der deutschen Fußballnationalmannschaft und wurde 2014 in Brasilien als Stammspieler auf der linken Außenverteidigerposition Weltmeister.
Nach dem Turnier bekam er einen längeren Urlaub zugesprochen und verpasste fast die komplette Vorbereitung für die Saison 2014/15. Im ersten Spiel des DFB-Pokals stand er deshalb auch nicht im Kader und musste mit ansehen, wie sein als Favorit gehandeltes Team gegen Dynamo Dresden mit 1:2 verlor. Beim Auftakt der Bundesliga bei Hannover 96 stand er wieder in der Stammelf, konnte aber die 1:2-Niederlage nicht verhindern. Beim ersten Heimspiel sicherte Höwedes ein 1:1 gegen Titelverteidiger Bayern München. Da er den Treffer per Handspiel erzielt hatte, war das Tor noch längere Zeit Thema in verschiedenen Medien. Im Rückspiel gegen die Bayern erzielte er ebenfalls das letztendliche 1:1, diesmal regulär per Kopf. Am 25. Oktober 2015 absolvierte er im Spiel gegen Borussia Mönchengladbach sein 200. Bundesligaspiel für Schalke 04. Am 20. November 2016 stand Höwedes in der Startelf und gewann gegen den VfL Wolfsburg den 100. Sieg mit dem FC Schalke 04. Bis dahin hatten dies nur acht andere Spieler der Klubhistorie geschafft.

### Juventus Turin
Nachdem der neue Trainer Domenico Tedesco Höwedes als Mannschaftskapitän abgesetzt hatte und er in den ersten beiden Bundesligaspielen nicht zum Einsatz gekommen war, wechselte er am 30. August 2017 zunächst für eine Leihgebühr in Höhe von drei Millionen Euro auf Leihbasis bis zum Ende der Saison 2017/18 in die italienische Serie A zu Juventus Turin. Ab 25 Pflichtspieleinsätzen war Juventus Turin dazu verpflichtet, die Transferrechte an Höwedes für 13 Millionen Euro zu erwerben. Aufgrund einer Oberschenkelzerrung bestritt er erst am 26. November 2017 beim 3:0-Heimsieg gegen den FC Crotone sein erstes Serie-A-Ligaspiel. Anschließend zog er sich einen Muskelfaserriss zu. Sein Comeback feierte er am 32. Spieltag beim 3:0-Heimsieg gegen Sampdoria Genua, bei dem ihm sein erstes Tor für Juventus gelang. Insgesamt kam Höwedes auf drei Ligaeinsätze, in denen er einen Treffer erzielte. Mit Juventus Turin wurde er italienischer Meister und Pokalsieger. Juventus Turin nutzte die Kaufoption nicht, sodass Höwedes den Verein mit dem Auslaufen des Leihvertrags verließ.

### Lokomotive Moskau

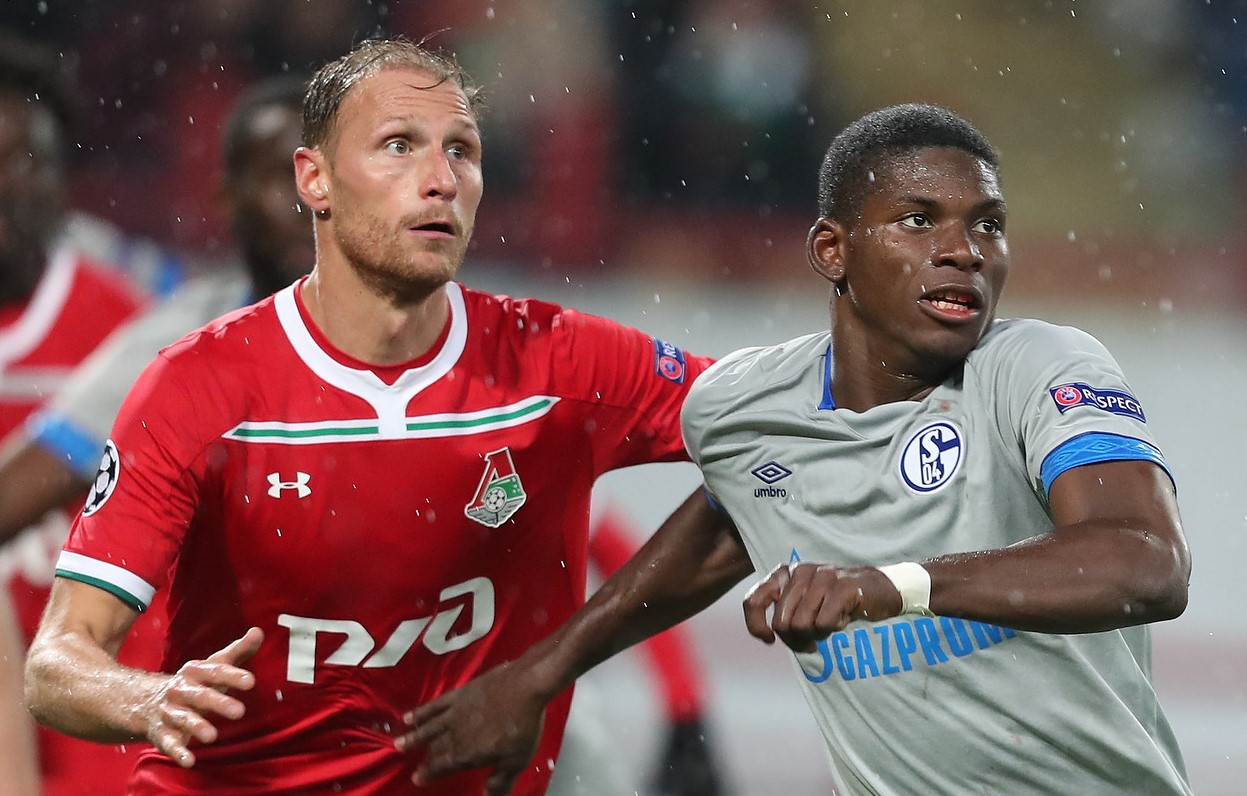
Höwedes in einem UEFA-Champions-League-Spiel gegen Schalke 04 im Oktober 2018 (rechts: Breel Embolo)

Anschließend wurde Höwedes vom FC Schalke 04 freigestellt, um sich einen neuen Verein zu suchen. Am 19. Juli 2018 stieg er wieder in das Mannschaftstraining ein. Am 31. Juli 2018 wechselte Höwedes schließlich zum russischen Meister Lokomotive Moskau, bei dem er einen Vertrag mit einer Laufzeit bis zum 30. Juni 2022 unterschrieb. Die Ablösesumme soll etwa 5 Millionen Euro betragen haben. Am 7. Oktober 2018 erzielte er beim 1:0 Derbysieg über ZSKA Moskau in der 88. Minute seinen ersten Treffer. Im Mai 2019 wurde Höwedes nach einem 1:0-Finalsieg gegen Ural Oblast Swerdlowsk mit Lokomotive russischer Pokalsieger. Er selbst kam auf Grund einer muskulären Verletzung nicht zum Einsatz. Auch beim Supercup-Sieg, den er mit seinem Verein im Juli 2019 gewann, stand er nicht im Aufgebot. Am 8. Juni 2020 wurde der Vertrag aufgelöst. Ende Juli 2020 beendete Höwedes seine aktive Karriere. Nach der Beendigung seiner Profilaufbahn 2020 spielte Höwedes noch für ein Jahr für seinen Heimatverein TuS Haltern.

## Nationalmannschaft
Für Deutschland spielte er in der U18- und U19-Nationalmannschaft. Er gehörte bei der U19-EM 2007 zum deutschen Kader und kam in allen Spielen zum Einsatz. Am 5. September 2007 machte er sein erstes Spiel in der U20.
Im September 2007 erhielt er als bester Spieler der Saison 2006/07 seines Jahrgangs die Fritz-Walter-Medaille in Gold des DFB.
Höwedes spielte von 2007 bis 2010 für die deutsche U21. Mit dieser qualifizierte er sich für die Relegationsspiele zur EM 2009: Er traf mit dem deutschen Team auf Frankreich. Nachdem das Hinspiel 1:1 geendet hatte, erzielte Höwedes in der Nachspielzeit des Rückspiels den 1:0-Siegtreffer und löste somit das Ticket für die EM in Schweden, bei der das Team unter Bundestrainer Horst Hrubesch mit Stammspieler Höwedes Europameister wurde. Beim Turnier erzielte Höwedes beim 2:0 gegen Finnland mit dem zwischenzeitlichen 1:0 das erste Turniertor der deutschen Mannschaft.

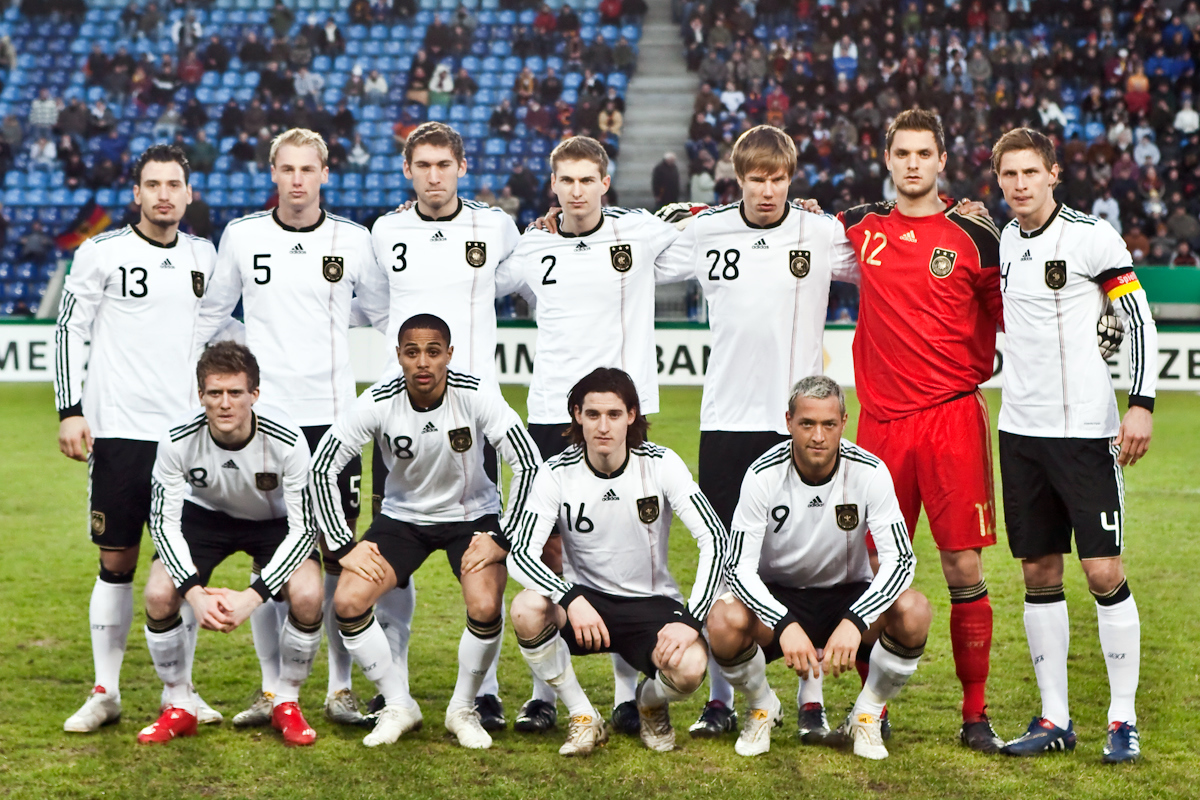
Deutsche U21-Nationalmannschaft 2010, Kapitän Höwedes (Mannschaftsfoto)
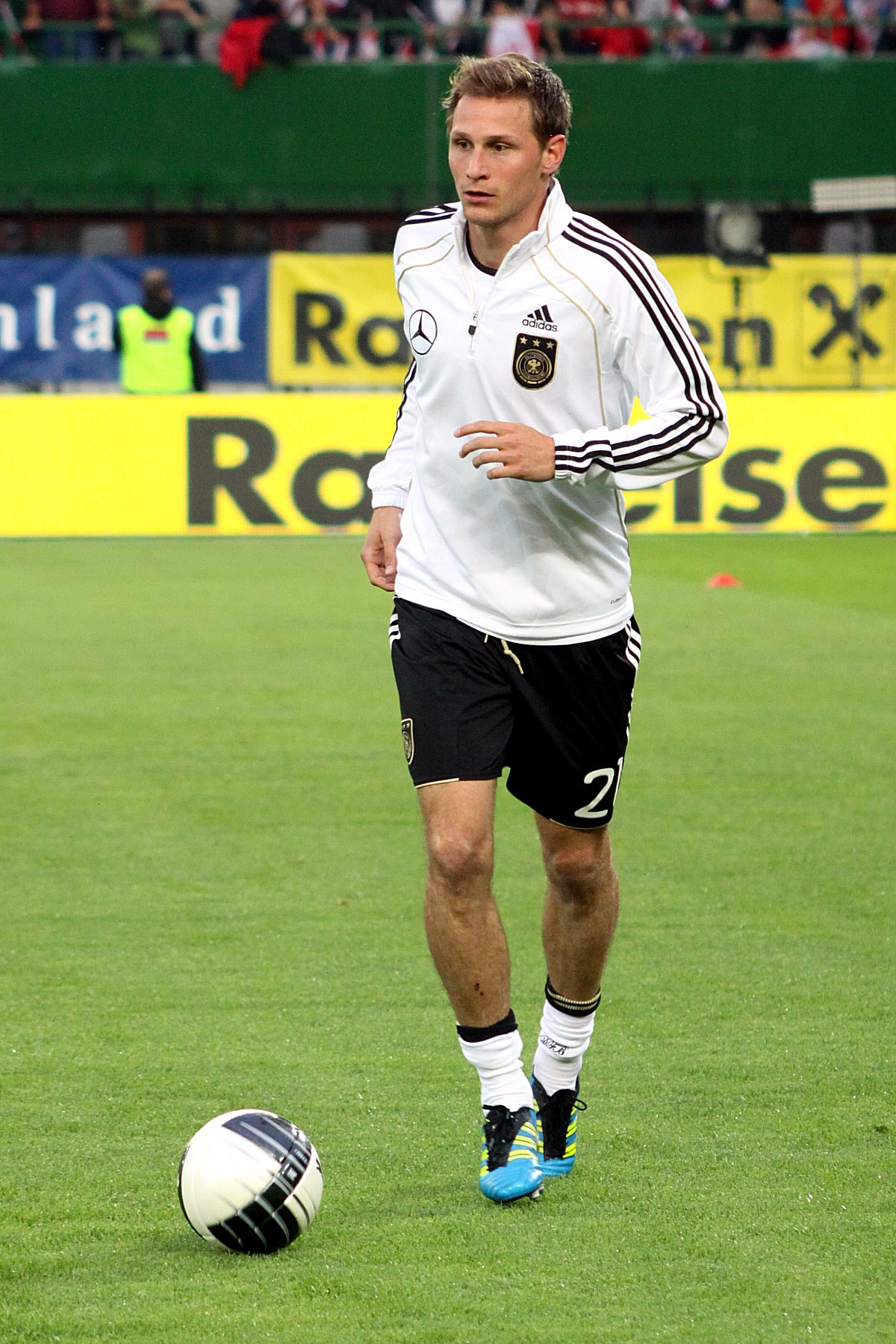
Benedikt Höwedes in der Nationalmannschaft (2011)
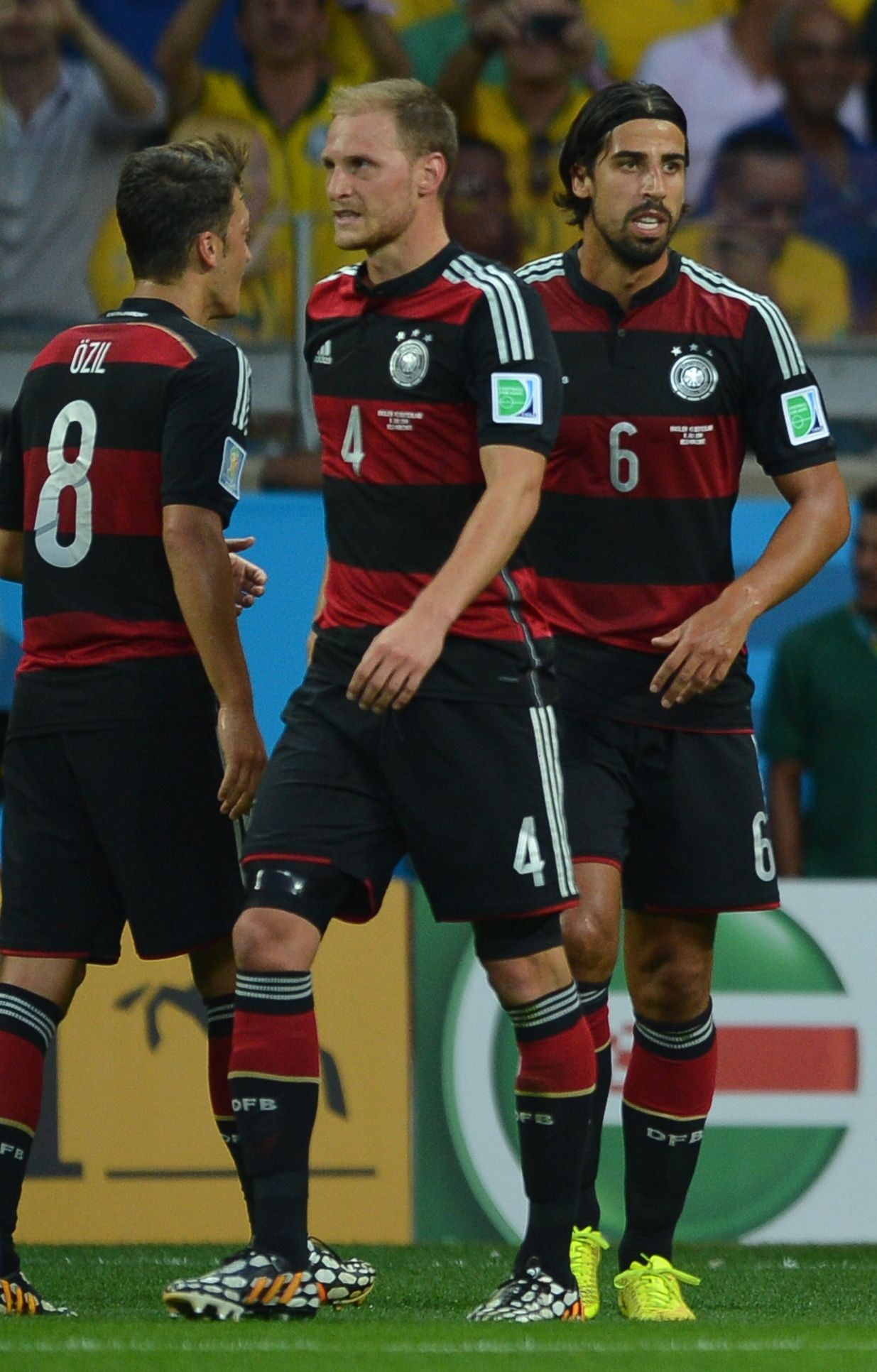
Höwedes während des WM-Halbfinalspiels 2014 gegen Brasilien mit Mesut Özil und Sami Khedira
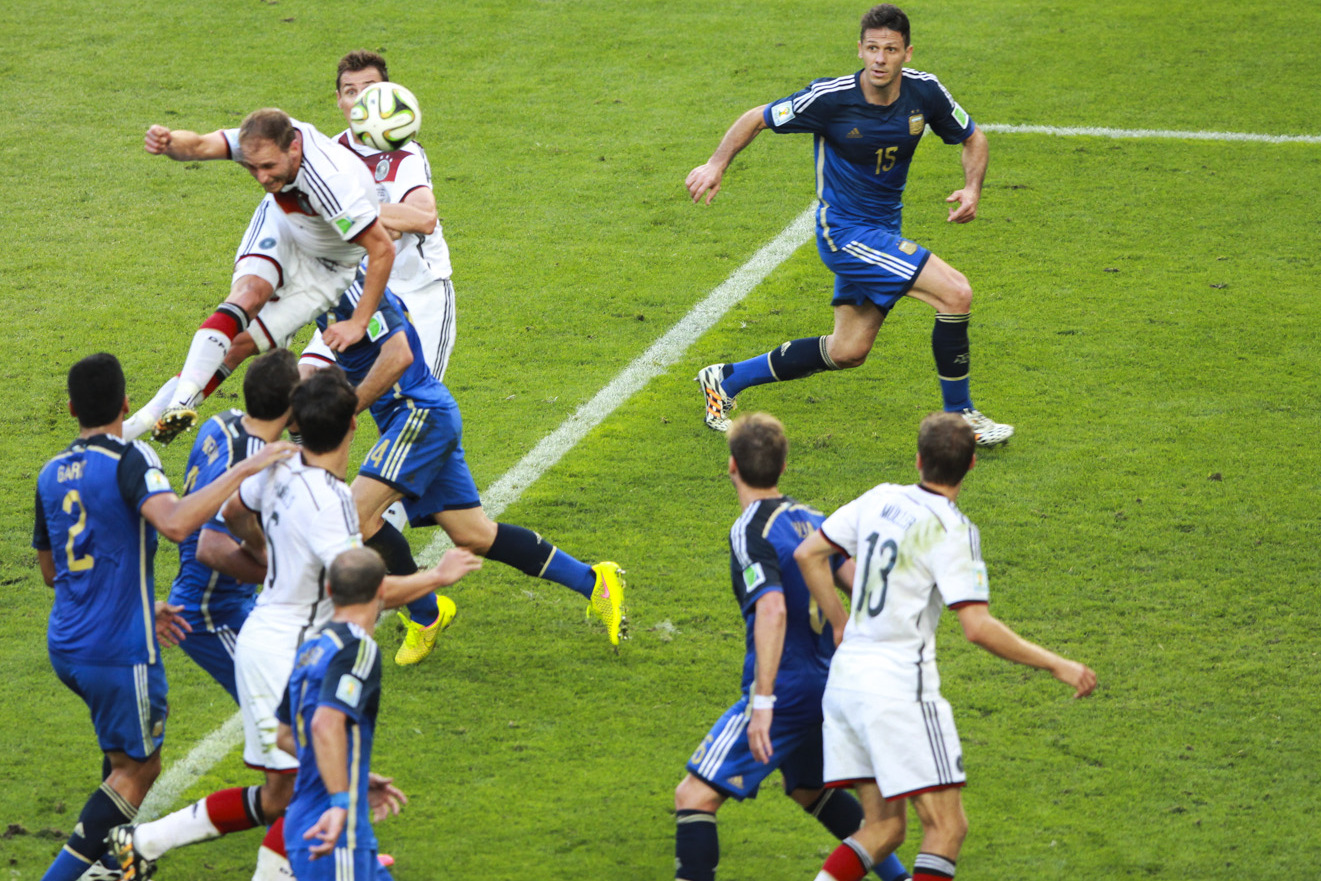
Höwedes während eines Kopfballs im WM-Finale 2014

Nach Absagen von Sven Bender und Bastian Schweinsteiger berief Bundestrainer Joachim Löw Höwedes für das Freundschaftsspiel im Mai 2011 gegen Uruguay und für die Qualifikationsspiele zur EM 2012 gegen Österreich und Aserbaidschan erstmals in die deutsche A-Nationalmannschaft. Zu seinem ersten Einsatz kam er am 29. Mai gegen Uruguay, als er in der 66. Minute für Philipp Lahm eingewechselt wurde. Seitdem stand er regelmäßig im Kader der Nationalmannschaft, so auch bei der EM 2012, bei der er allerdings zu keinem Einsatz kam. Am 15. August 2012 erzielte Höwedes bei der 1:3-Niederlage im Testspiel in Frankfurt am Main gegen Argentinien mit einem Flugkopfball sein erstes Länderspieltor und war nach der Auswechslung von Sami Khedira mit 24 Jahren zweitältester Feldspieler.
Höwedes wurde von Bundestrainer Löw in den DFB-Kader für die WM 2014 berufen. Im letzten Testspiel vor der WM erzielte er beim 6:1-Sieg gegen Armenien das zwischenzeitliche 3:1. Im ersten Gruppenspiel gegen Portugal wurde Höwedes überraschend als linker Außenverteidiger eingesetzt. Der Verzicht auf offensivere Außenverteidiger zugunsten von Defensivspezialisten (Jérôme Boateng spielte auf der rechten Seite) sollte die Defensive gegen die spielstarken Portugiesen stärken. Das Spiel endete mit einem 4:0-Sieg der deutschen Fußballnationalmannschaft. Letztlich absolvierte Höwedes alle sieben Weltmeisterschaftsbegegnungen als linker Außenverteidiger, wobei er jeweils über die volle Spieldauer eingesetzt wurde. Im Gruppenspiel gegen Ghana bereitete er das 2:2 von Miroslav Klose mit dem Kopf vor. Höwedes war Teil der Mannschaft, die den WM-Gastgeber Brasilien im Halbfinale mit 7:1 besiegte. Nach dem 1:0-Sieg im Finale gegen Argentinien ist Höwedes einer von zehn Feldspielern der DFB-Historie, die Weltmeister wurden, ohne eine einzige Minute im Turnier verpasst zu haben. Nach dem Turnier wurden Höwedes’ Leistungen auf eher ungewohnter Position von Franz Beckenbauer gelobt.

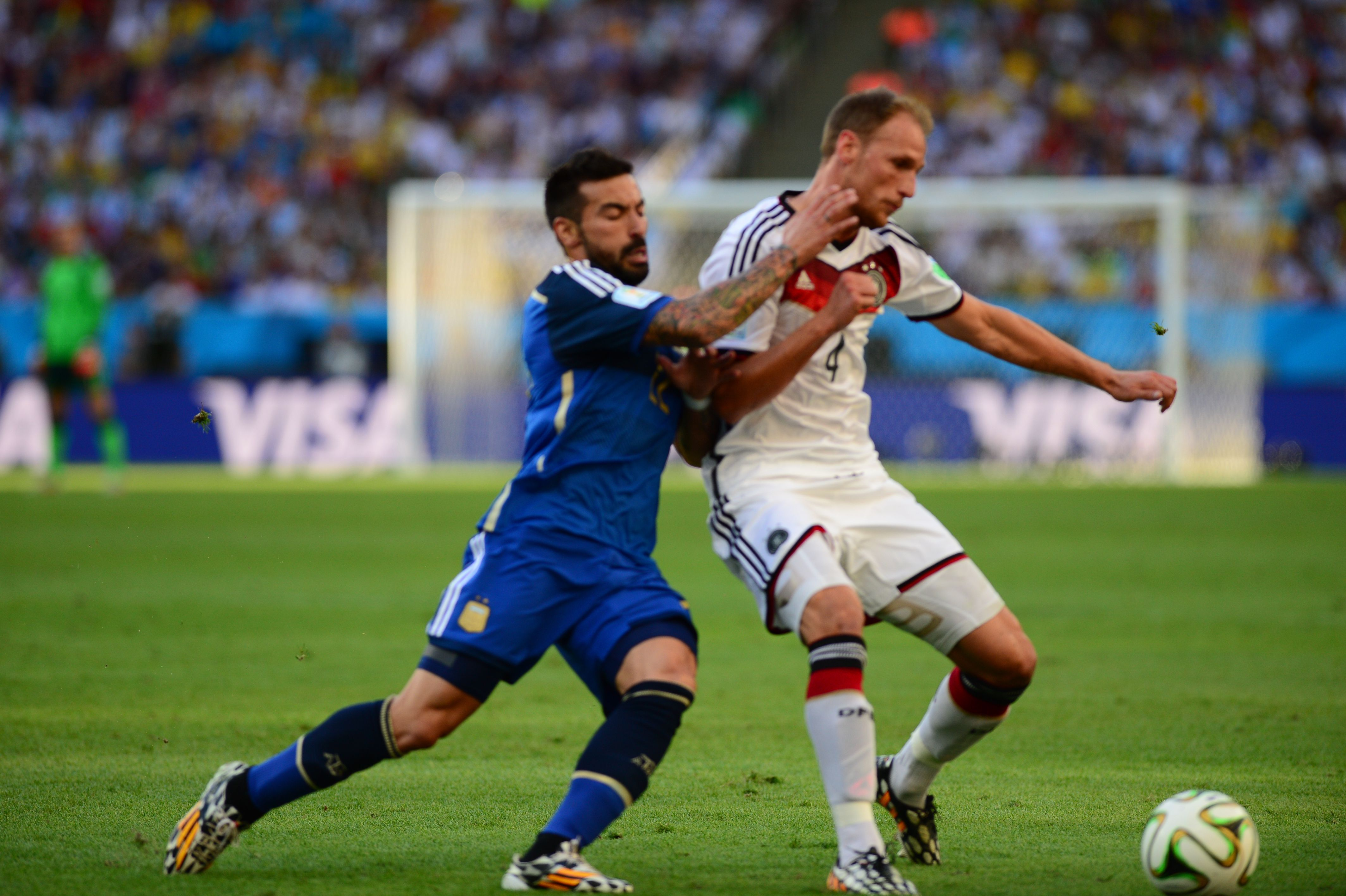
Höwedes im Zweikampf gegen Ezequiel Lavezzi während des WM-Finals 2014
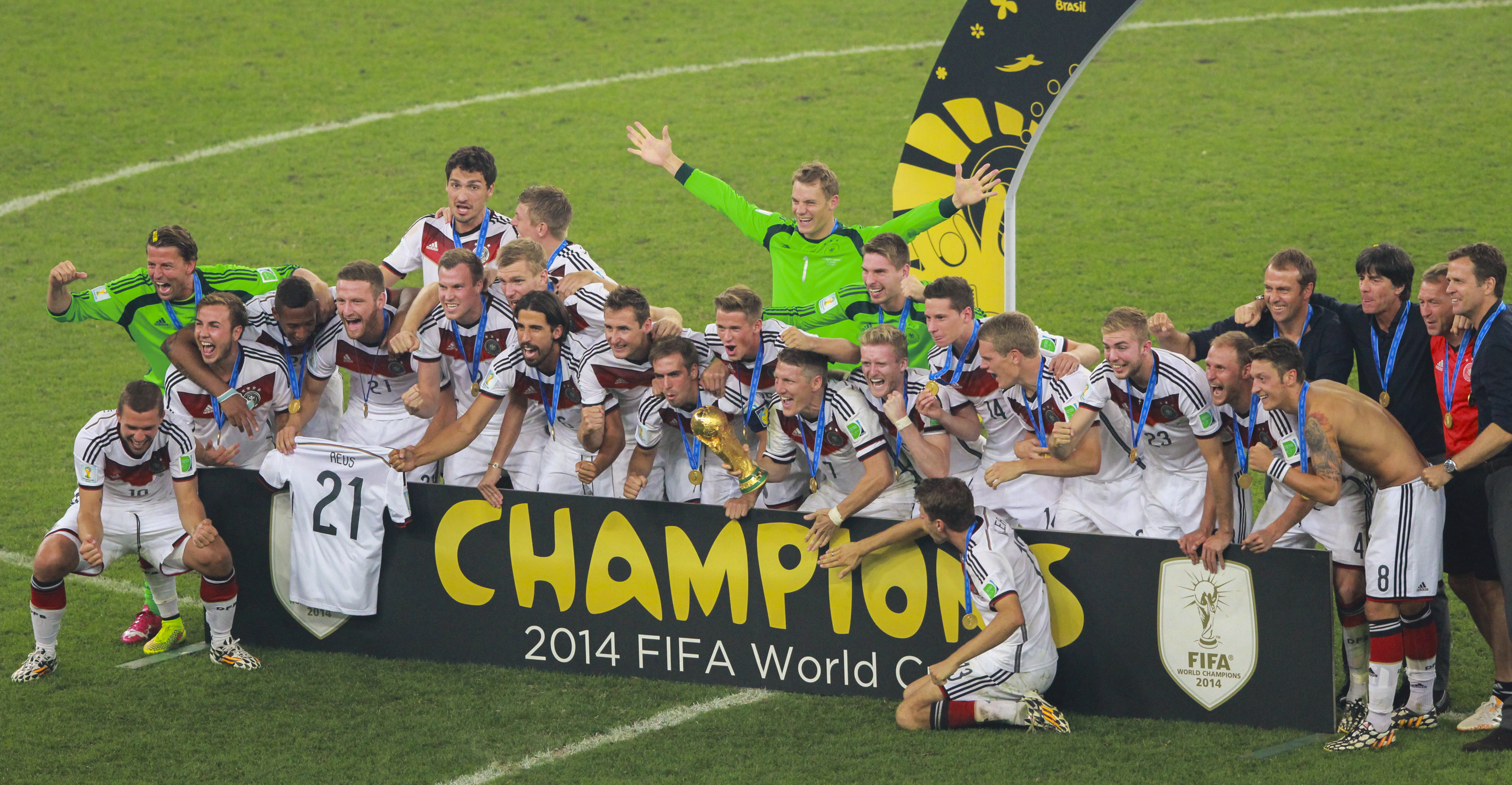
Mannschaftsfoto der DFB-Elf nach dem Sieg im WM-Finale 2014

Benedikt Höwedes stand im Kader der Nationalmannschaft für die Fußball-Europameisterschaft 2016. In den ersten zwei Spielen der Gruppenphase, beim 2:0-Sieg gegen die Ukraine und dem 0:0-Unentschieden gegen Polen, kam er über die volle Spielzeit auf der Position des rechten Außenverteidigers zum Einsatz. Um das Spiel der deutschen Mannschaft offensiver zu gestalten, wurde gegen Nordirland Joshua Kimmich auf der Rechtsverteidiger-Position eingesetzt. Tatsächlich erspielte sich Deutschland mehr Torchancen und gewann das Spiel mit 1:0. Höwedes wurde in der 76. Spielminute für den angeschlagenen Jérôme Boateng eingewechselt. Nach der Partie hatte er für Kimmich lobende Worte und sagte, er habe klasse gespielt. Beim 3:0-Sieg gegen die Slowakei wurde Höwedes in der 72. Minute erneut für Boateng eingewechselt. Im Viertelfinale gegen Italien stellte Bundestrainer Löw die Abwehr zu einer Dreierkette um. Höwedes spielte gemeinsam mit Mats Hummels und Boateng über die volle Spielzeit und die Verlängerung. Im anschließenden Elfmeterschießen war Höwedes gemeinsam mit Manuel Neuer der einzige Deutsche, der keinen Elfmeter zu schießen brauchte, da Jonas Hector als Schütze vor ihm den entscheidenden Elfmeter verwandelte. Insgesamt war er der einzige deutsche Spieler, der nicht am Elfmeterschießen aktiv teilnehmen musste. Im Halbfinale gegen Frankreich ersetzte er den gelbgesperrten Hummels und agierte über die volle Spielzeit in der Innenverteidigung. Bemerkenswert war eine Rettungsaktion von Höwedes in der 42. Minute mit einer „Monstergrätsche“ gegen Olivier Giroud. Die deutsche Mannschaft unterlag dem Gastgeber mit 0:2. Während des Turniers lobte Löw Höwedes mehrfach für seine defensive Vielseitigkeit auf hohem Niveau.
Aufgrund von diversen Verletzungen kam er nach dem EM-Halbfinale lediglich zu drei Einsätzen in der Qualifikation zur Fußball-Weltmeisterschaft 2018 in Russland. Sein letztes Länderspiel bestritt Höwedes am 26. März 2017 beim 4:1-Sieg gegen die Auswahl von Aserbaidschan. Aufgrund von Verletzungen und daraus resultierender fehlender Spielpraxis, aber auch wegen starker Konkurrenten wie Antonio Rüdiger, Niklas Süle, Jonathan Tah oder auch Matthias Ginter, wurde Höwedes nicht in den Kader der deutschen Nationalmannschaft für die WM 2018 in Russland nominiert und auch anschließend nicht mehr berufen.

## Nach der aktiven Karriere
In der Saison 2020/21 war Höwedes für den Pay-TV-Sender Sky als Experte bei Live-Übertragungen der Fußball-Bundesliga und Champions League tätig. Seit August 2021 ist er Teil des Experten-Teams der UEFA Champions League auf Amazon Prime Video. Von August 2021 bis Dezember 2022 war er außerdem als Teammanager der deutschen Nationalmannschaft tätig.

## Spielweise
Höwedes galt als Defensiv-Allrounder, konnte also grundsätzlich überall in der Defensive eingesetzt werden. Seine Stammposition war die des Innenverteidigers, er konnte allerdings auch als rechter Außenverteidiger spielen, wo er vor allem unter Bundestrainer Löw zum Einsatz kam. Während der WM 2014 spielte er unerwarteterweise das ganze Turnier auf der linken Seite. Auch zu Beginn seiner Profikarriere hatte er überwiegend als linker Außenverteidiger gespielt, da die etatmäßigen linken Außenverteidiger Christian Pander und Lewan Kobiaschwili häufiger verletzt ausfielen. In der Frühphase seiner Karriere spielte er auch im defensiven Mittelfeld.
Nationalmannschafts-Kollege Thomas Müller sagte einmal über Höwedes, er sei von der Offensivkraft nicht mit Brasiliens Marcelo zu vergleichen, aber er kenne keinen Außenverteidiger, der im Eins gegen Eins zweikampfstärker sei.
Höwedes’ Stärken liegen im Zweikampf, im Kopfballspiel und seiner schnörkellosen Spielweise. Dank seiner enormen Sprungkraft erzielte oder bereitete er schon viele Tore mit dem Kopf vor oder vereitelte gegnerische Torchancen. Er gilt als „Abwehrspieler der modernen Prägung“, da er es auch verstehe, „das Spiel mit dem ersten Pass zu öffnen“. Höwedes hat eine solide Grundschnelligkeit und ein hohes Spielverständnis und glänzte mit Flugkopfbällen.

## Sonstiges
Höwedes engagiert sich als Mitglied der Initiative weitblick für einen weltweiten gerechten Zugang zu Bildungseinrichtungen.
Seit Februar 2013 setzt sich Höwedes als „Botschafter der Deutschen Krebshilfe“ in der bundesweiten Daueraktion „Mit aller Kraft gegen das Rauchen“ ein.
Höwedes ist als Vertreter der Bundesliga im Spielerrat der Vereinigung der Vertragsfußballspieler.
Am 26. Juni 2015 heiratete Höwedes seine langjährige Freundin. Zu der Zeit seiner Ausleihe zu Juventus Turin, als er mehrfach verletzt war, stellte Höwedes seine Ernährung auf Vegan um.

## Titel und Auszeichnungen

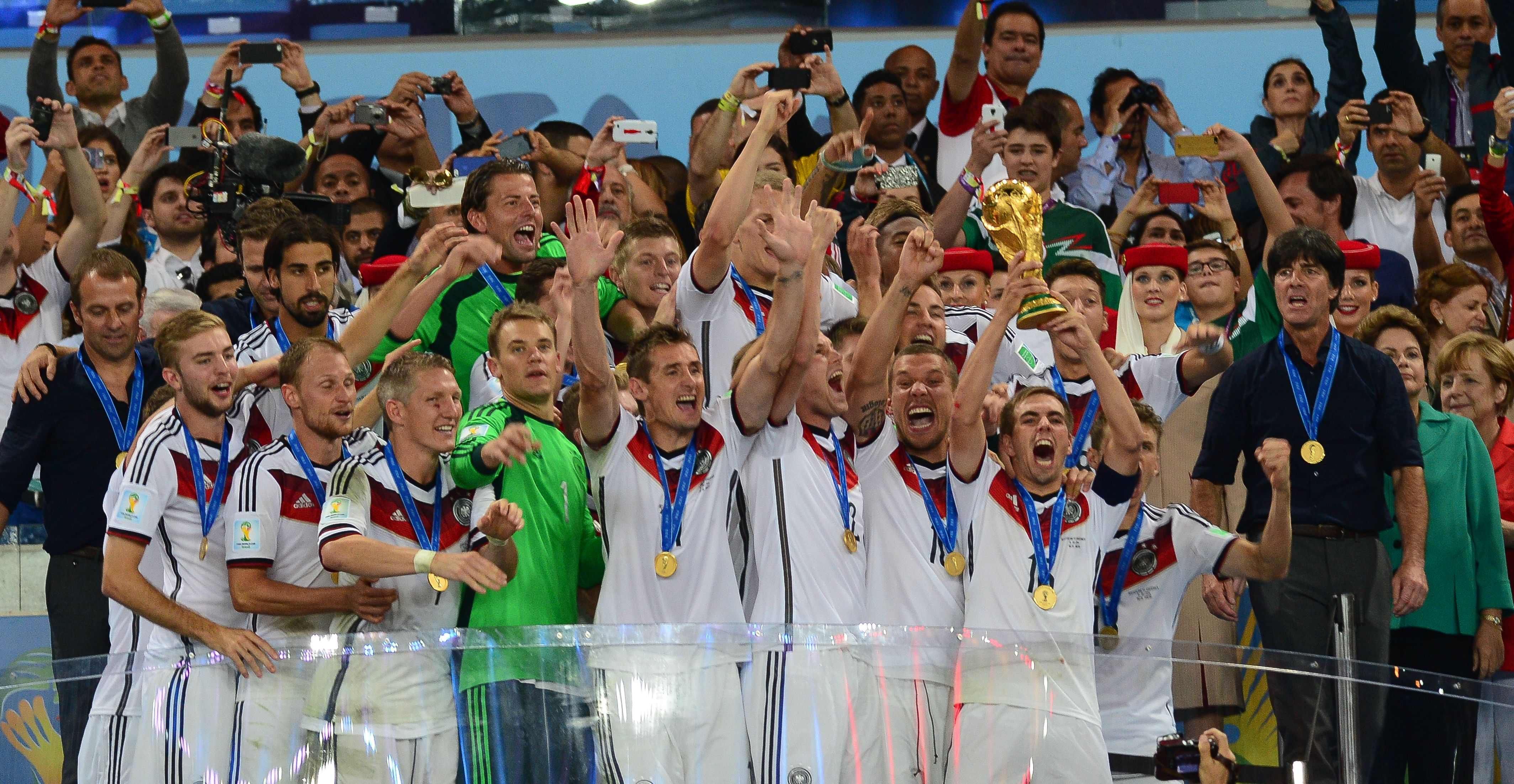
Höwedes (unten, zweiter von links) bei der Übergabe des WM-Pokals (2014)

### Nationalmannschaft
- Weltmeister: 2014
- U21-Europameister: 2009

### Verein
FC Schalke 04
- Deutscher Pokalsieger: 2011
- Deutscher Supercupsieger: 2011
- Deutscher A-Junioren-Meister: 2006
- Meister der A-Junioren-Bundesliga West: 2006

Juventus Turin
- Italienischer Meister: 2018
- Italienischer Pokalsieger: 2018 (ohne Einsatz)

Lokomotive Moskau
- Russischer Pokalsieger: 2019
- Russischer Supercupsieger: 2019 (ohne Einsatz)

### Auszeichnungen
- Fritz-Walter-Medaille in Gold: 2007
- Silbernes Lorbeerblatt: 2014
- Revierfußballer des Jahres: 2014
- Gelsenkirchens Sportler des Jahres: 2014
- Fußball-Felix: 2016